# Spoorlijn Drammen - Randsfjord

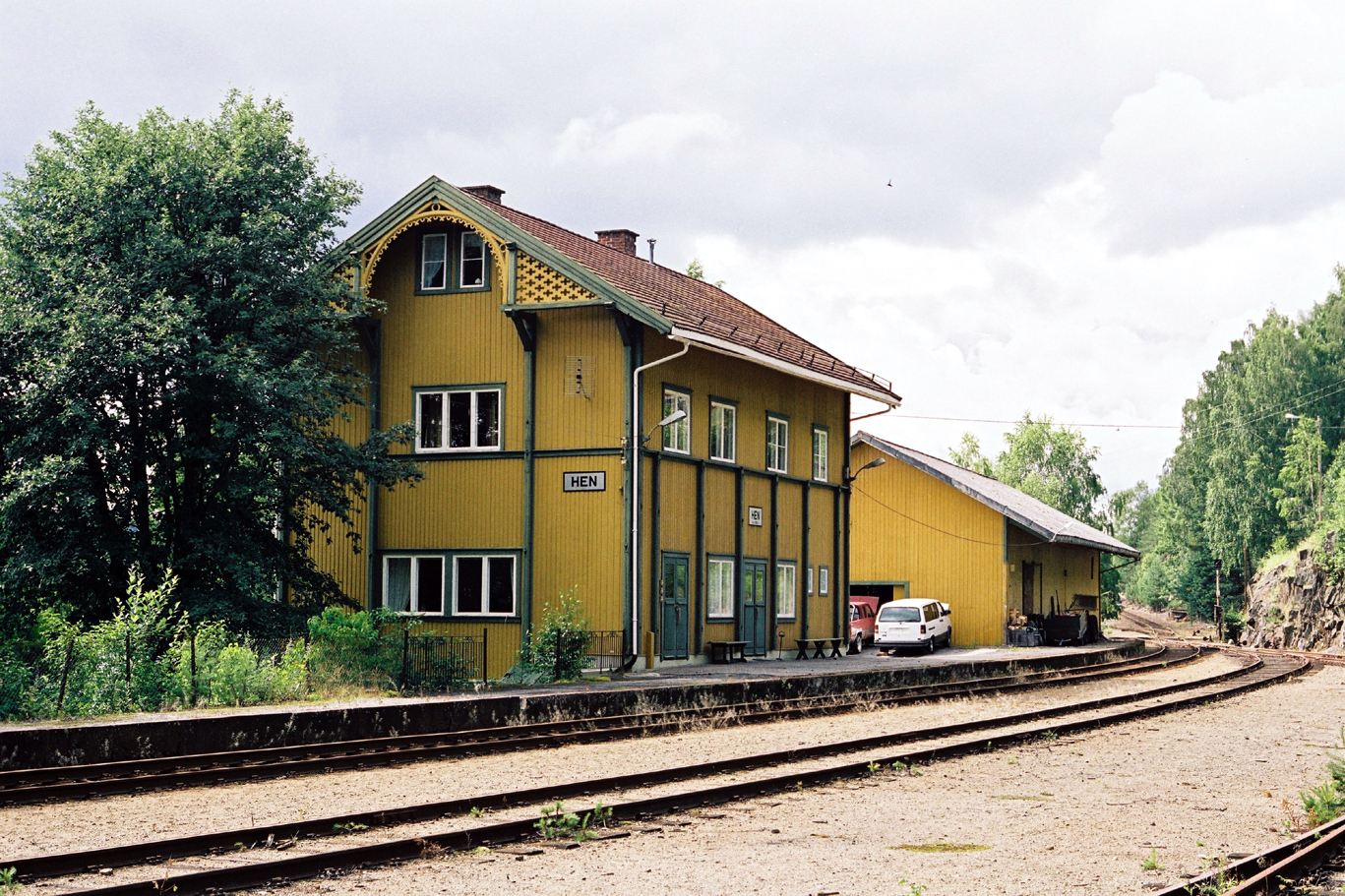
Spoorlijn Drammen - Randsfjord ter hoogte van station Hen

De spoorlijn Drammen - Randsfjord ook wel Randsfjordbanen genoemd is een Noorse spoorlijn tussen de stad Drammen gelegen in de provincie Buskerud en de stad Randsfjord gelegen in de provincie Innlandet. Tussen Drammen en Hokksund loopt de lijn parallel met Sørlandsbanen. De lijn loopt tegenwoordig nog tot Bergermoen, de laatste kilometers tot Randsfjord zijn opgebroken.

## Geschiedenis
Het traject tussen Drammen en Randsfjord werd door de Norges Statsbaner (NSB) als smalspoorlijn in fases tussen 1866 en 1868 geopend.
- 31 oktober 1866: Drammen - Vikersund
- 12 oktober 1868: Vikersund - Randsfjord

Het traject werd in 1909 omgespoord tot een normaalspoorlijn.
Het traject tussen Bergermoen en Randsfjord werd op 1 januari 1981 gesloten en in 1984 opgebroken. Ongeveer twee kilometer van dit traject werd aangepast tot fietspad.

## Treindiensten
De Norges Statsbaner verzorgt het personenvervoer op het traject tussen Drammen en Hønefoss met NSB Regiontog / RB treinen. Na Hønefoss is de lijn gesloten voor regulier personenvervoer.
De treindienst wordt onder meer uitgevoerd met treinstellen van het type BM 69 en het type BM 73.
- RB 41: Oslo S - Bergen
- RB 50: Oslo S - Kristiansand
- RB 51: Kristiansand - Stavanger
- RB 450: Eidsvoll - Oslo S - Drammen – Kongsberg

## Aansluitingen
In de volgende plaatsen was of is er een aansluiting van de volgende spoorwegmaatschappijen:

### Drammen
- Bergensbanen, spoorlijn tussen Bergen en Oslo S
- Drammenbanen, spoorlijn tussen Drammen en Oslo S
- Sørlandsbanen, spoorlijn tussen Stavanger en Olslo S
- Vestfoldbanen, spoorlijn tussen Drammen en Skien

### Hokksund
- Sørlandsbanen, spoorlijn tussen Stavanger en Olslo S

### Vikersund
- Krøderbanen, museumspoorlijn tussen Vikersund en Krøderen

### Hønefoss
- Bergensbanen, spoorlijn tussen Bergen en Oslo S
- Roa-Hønefosslinjen, spoorlijn tussen Roa en Hønefoss

### Hen
- Sperillbanen, spoorlijn tussen Hen en Sperillen

## Elektrische tractie
Het traject werd geëlektrificeerd met een spanning van 15.000 volt 16 2/3 Hz wisselstroom.